# Usina Hidrelétrica de Colíder

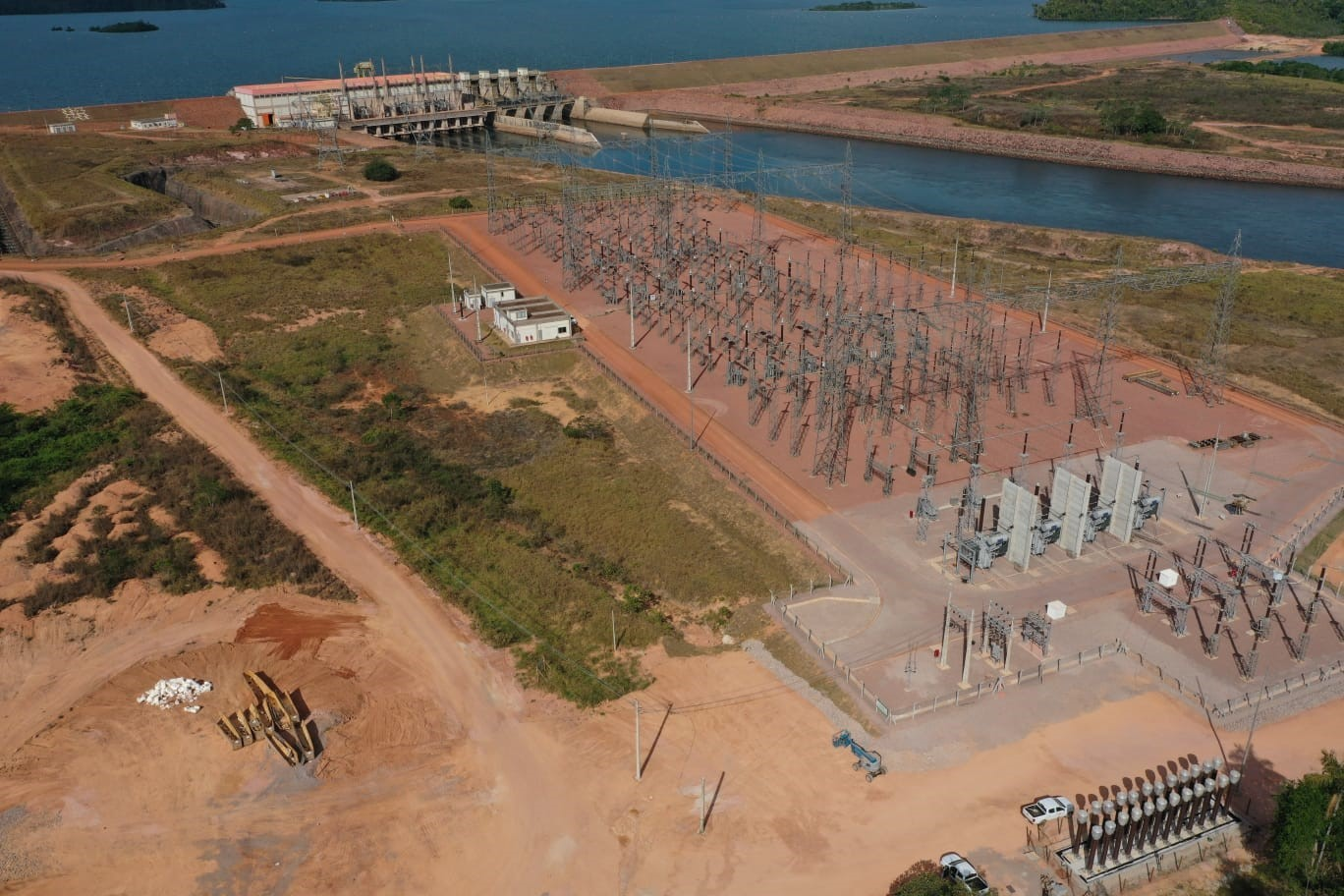
Hidrelétrica Colíder - Outubro/2023 - pós implantação do reator

A Usina Hidrelétrica Colíder é uma hidrelétrica que está localizada no rio Teles Pires, no norte do estado de Mato Grosso que foi construída COPEL entre 2011 e 2019. A Operação e Manutenção foi realizada pela COPEL entre 2019 e maio de 2025 quando a usina foi adquirida pela Eletrobrás, hoje detentora do ativo.
A implantação da Usina Hidrelétrica de Colíder (“UHE Colíder”) foi proposta para operar o Aproveitamento Hidrelétrico Colíder (“AHE Colíder”), no Rio Teles Pires, na Região Hidrográfica do Rio Juruena – Teles Pires, bacia hidrográfica do Médio Teles Pires e Sub-Bacia do Tapajós, em trecho do rio que atinge os municípios de Colíder, Nova Canaã do Norte, Itaúba e Cláudia, todos no Estado do Mato Grosso, a aproximadamente 700 km ao norte de Cuiabá - MT. Com efeito, a Casa de Força da UHE Colíder, que concentra os equipamentos eletromecânicos responsáveis pela produção de energia, está alocada em Nova Canaã do Norte – MT. 
A obra da UHE Colíder era parte integrante do Programa de Aceleração do Crescimento (PAC), do Governo Federal, e a concessão para construir e operar por 35 (trinta e cinco) anos a usina foi arrematada pela COPEL em leilão realizado pela Agência Nacional de Energia Elétrica (“ANEEL”) em 30 de julho de 2010.
A concessão está lastreada ao Contrato nº 01/2011-MME-UHE-Colíder, celebrado entre a UNIÃO e a COPEL, por meio do qual se estabeleceram os termos e condições para a concessão de uso de bem público para geração de energia elétrica da UHE Colíder.
A usina foi projetada com vida útil de 150 anos, potência instalada total de 300 MW e garantia de energia firme (MW médios) de 178,1 MWmed, e seu sistema de transmissão possui uma subestação (SE Colíder – Disjuntor e Meio – 525kV - localizada em Nova Canaã do Norte) e uma linha de transmissão de 63,4 km de extensão, em tensão de 525kV, ligando a SE Colíder ao bay de conexão da SE Claudia, de propriedade da Matrinchã Transmissora de Energia S.A. (“MTE”). A título de curiosidade, a potência desta usina é suficiente para atender ao consumo de uma cidade com 850 mil habitantes.
O reservatório da UHE Colíder, decorrente do barramento do Rio Teles Pires, ocupa uma área aproximada de 143,5 km² na cota 268,5 metros (Nível Mínimo Operacional) e 182,8km² na cota 272 (Nível Normal), abrangendo parte dos municípios de Colíder, Nova Canaã do Norte, Itaúba e Cláudia, todos no Estado do Mato Grosso. Já o padrão operacional da UHE Colíder é a fio d´água, com vazões afluentes iguais às vazões de jusante, de modo que a vazão não turbinada e expulsa pelo canal de fuga é restituída pelo vertedouro ao rio. 
Ao redor, há uma Área de Preservação Permanente - APP - de 105,53 km² (ou 10.553 ha²). As obras da usina iniciaram em março de 2011 e estavam previstas para encerrar em dezembro de 2014. 
A primeira unidade geradora entrou em operação comercial em 07 de março de 2019 e a terceira e última em 19 de dezembro de 2019.
Após a entrada em operação comercial a COPEL instalou um reator manobrável 4x27,5MVAr no terminal de saída da LT Colíder-Claudia 500kV, obra essa iniciada em 08.12.2021 e concluída em 28.10.2023.
Em dezembro de 2024, a Eletrobras adquiriu a usina. através de uma operação de descruzamento de ativos,  assumindo sua operação e manutenção em junho de 2025.

## Dados Técnicos
| Turbina                                               |                                      |
| Tipo                                                  | Kaplan                               |
| Número de unidades                                    | 3                                    |
| Potência instalada [MW]                               | 300                                  |
| Potência nominal [MW]                                 | 102,3                                |
| Engolimento nominal por turbina [m³/s]                | 538,10                               |
| Rendimento nominal [%]                                | 94,2                                 |
| Queda bruta nominal [m]                               | 21,68                                |
| Perda hidráulica nominal do circuito de geração [m]   | 0,54                                 |
| Queda líquida nominal [m]                             | 21,14                                |
| Queda líquida de referência [m]                       | 20,22                                |
| Gerador                                               |                                      |
| Número de unidades                                    | 3                                    |
| Fator de potência                                     | 0,9                                  |
| Potência nominal [MVA]                                | 111,12                               |
| Rendimento nominal [%]                                | 98,45                                |
| Barragem                                              |                                      |
| Tipo                                                  | Terra e enrocamento                  |
| Cota da crista                                        | 276,00                               |
| Altura máxima [m]                                     | 39,00                                |
| Comprimento total na crista [m]                       | 1130                                 |
| Casa de Força                                         |                                      |
| Tipo                                                  | Abrigada                             |
| Número de unidades                                    | 3                                    |
| Comprimento [m]                                       | 75,23                                |
| Largura [m]                                           | 100,70                               |
| Altura [m]                                            | 62,5                                 |
| Canal de Aproximação                                  |                                      |
| Comprimento [m]                                       | 440                                  |
| Largura [m]                                           | 92                                   |
| Tomada de Água                                        |                                      |
| Tipo                                                  | Gravidade                            |
| Número de vãos                                        | 3                                    |
| Tipo das comportas                                    | Ensecadeira, painéis intercambiáveis |
| Dimensões das comportas [m]                           | 16 (h) x 6,6 (l) (3 por vão)         |
| Comprimento [m]                                       | 24,31                                |
| Largura [m]                                           | 28,2 x 3 = 84,60                     |
| Altura [m]                                            | 47,70                                |
| Vertedouro                                            |                                      |
| Tipo                                                  | Controlado por comportas             |
| Número de comportas                                   | 4                                    |
| Tipo das comportas                                    | Segmento                             |
| Dimensões das comportas [m]                           | 16,7 x 12,0                          |
| Largura total [m]                                     | 69,00                                |
| Vazão de projeto [m3/s]                               | 6.935                                |
| Canal de Restituição                                  |                                      |
| Comprimento [m]                                       | 900                                  |
| Largura [m]                                           | 174                                  |
| Linha de Transmissão                                  |                                      |
| Extensão [km]                                         | 64                                   |
| Tensão [kV]                                           | 500                                  |
| Circuito                                              | Simples                              |
| Conexão                                               | Subestação Coletora Cláudia          |
| Reservatório                                          |                                      |
| N.A. máximo normal de montante [m]                    | 272                                  |
| N.A. mínimo normal de montante [m]                    | 272                                  |
| N.A. normal de jusante [m]                            | 250,32                               |
| N.A. médio do canal de fuga [m]                       | 248,86                               |
| Área inundada no N.A. máximo normal [km2]             | 182,8                                |
| Área inundada no N.A. mínimo normal [km2]             | 182,8                                |
| Comprimento [km]                                      | 93,8                                 |
| Vazão Remanescente do aproveitamento                  | 192                                  |
| Volumes Totais                                        |                                      |
| Escavação comum [m3]                                  | 4.387.913                            |
| Escavação em rocha [m3]                               | 1.134.631                            |
| Aterro compactado (barragem terra e enrocamento) [m3] | 2.736.467                            |
| Volume de enrocamento [m3]                            | 121.692                              |
| Volume concreto convencional [m3]                     | 338.323                              |